# Bắc Bộ
Als Bắc Bộ bzw. Miền Bắc wird der nördliche Landesteil Vietnams bezeichnet. Bis zum Ende der französischen Kolonialzeit war der Norden auch unter dem Begriff Tonkin bekannt.
Nach der gegenwärtig gebräuchlichen Einteilung zählen alle Provinzen nördlich von Thanh Hóa zum nördlichen Landesteil, der sich in drei Regionen unterteilen lässt:
- Tây Bắc Bộ (Nordwesten) (6 Provinzen: Lào Cai, Yên Bái, Điện Biên, Hoà Bình, Lai Châu, Sơn La). Diese Region befindet sich hauptsächlich am rechten Ufer des Roten Flusses. Lao Cai und Yên Bái werden teilweise auch als Teil von Đông Bắc Bộ gezählt.
- Đông Bắc Bộ (Nordosten) (9 Provinzen: Hà Giang, Cao Bằng, Bắc Kạn, Lạng Sơn, Tuyên Quang, Thái Nguyên, Phú Thọ, Bắc Giang, Quảng Ninh.)
- Đồng Bằng Sông Hồng (Delta des Roten Flusses) (10 Provinzen: Bắc Ninh, Hà Nam, Hà Nội, Hải Dương, Hải Phòng, Hưng Yên, Nam Định, Ninh Bình, Thái Bình, Vĩnh Phúc.)